# Trempealeau
Trempealeau ist eine Gemeinde (mit dem Status „Village“) im Trempealeau County im US-amerikanischen Bundesstaat Wisconsin. Im Jahr 2010 hatte Trempealeau 1529 Einwohner.

## Geografie
Trempealeau liegt im Westen Wisconsins am Ostufer des die Grenze zu Minnesota bildenden Mississippi. Der Ort liegt rund 3 km unterhalb der Mündung des Trempealeau River und rund 10 km oberhalb der Mündung des Black River in den Mississippi. Zwischen der nordwestlichen Gemeindegrenze und der Mündung des Trempealeau River liegt der Perrot State Park.
Die geografischen Koordinaten von Trempealeau sind 44°00′20″ nördlicher Breite und 91°26′32″ westlicher Länge. Das Gemeindegebiet erstreckt sich über eine Fläche von 5,44 km², die sich auf 4,84 km² Land- und 0,6 km² Wasserfläche verteilen. Die Gemeinde Trempealeau ist innerhalb von Wisconsin von der Town of Trempealeau umgeben, ohne dieser anzugehören. Am gegenüberliegenden Minnesota-Ufer liegt die Richmond Township im Winona County.
Nachbarorte von Trempealeau sind Galesville (12,8 km nordöstlich), Holmen (17 km  ostsüdöstlich) und Winona am gegenüberliegenden Mississippiufer in Minnesota (24 km westnordwestlich).
Die nächstgelegenen größeren Städte sind Green Bay am Michigansee (342 km ostnordöstlich), Wisconsins größte Stadt Milwaukee (357 km ostsüdöstlich), Wisconsins Hauptstadt Madison (236 km südöstlich), La Crosse (37 km flussabwärts in südöstlicher Richtung), Rochester in Minnesota (98,4 km westlich), die Twin Cities in Minnesota (192 km nordwestlich) und Eau Claire (106 km nördlich).

## Verkehr

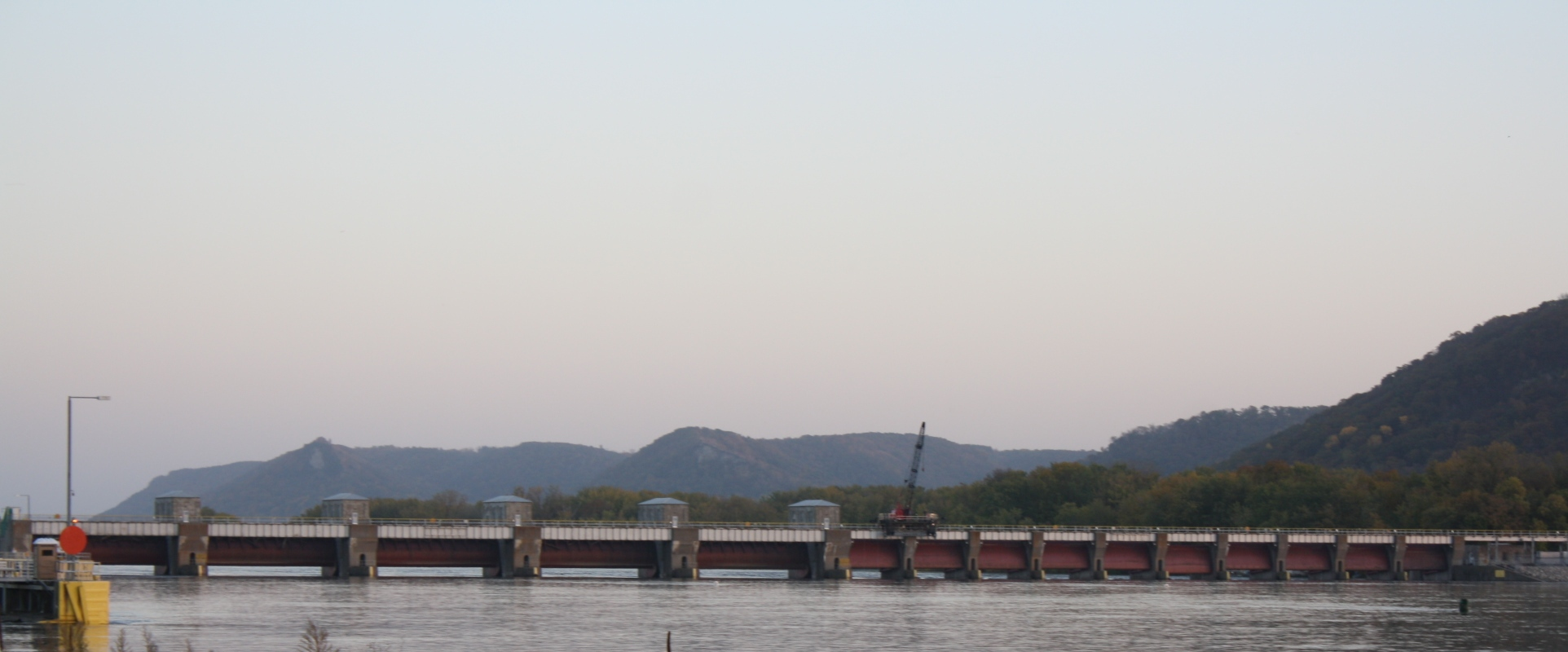
Lock and Dam No. 6

Der Mississippi ist der größte und älteste Verkehrsweg in Trempealeau. Um die Schifffahrt für große Schubverbände auf dem oberen Flussabschnitt zu ermöglichen, wurden eine Reihe von Stauwerken und Schleusen errichtet. Mit dem Stauwerk Nr. 6 (Lock and Dam No. 6) befindet sich eines von diesen Wasserbauwerken zwischen dem Ortskern von Trempeleau und dem gegenüberliegenden Minnesota-Ufer.
In Nordwest-Südost-Richtung verläuft der den Wisconsin-Abschnitt der Great River Road bildende Wisconsin State Highway 35 durch das Gemeindegebiet von Trempeleau. Alle weiteren Straßen sind untergeordnete Landstraßen, teils unbefestigte Fahrwege sowie innerörtliche Verbindungsstraßen.
Entlang des Mississippi verläuft eine Eisenbahnlinie für den Frachtverkehr der BNSF Railway durch Trempealeau.
Der nächste Flughafen ist der La Crosse Regional Airport (34,3 km südöstlich).

## Bevölkerung
Nach der Volkszählung im Jahr 2010 lebten in Trempealeau 1529 Menschen in 704 Haushalten. Die Bevölkerungsdichte betrug 315,9 Einwohner pro Quadratkilometer. In den 704 Haushalten lebten statistisch je 2,17 Personen.
Ethnisch betrachtet setzte sich die Bevölkerung zusammen aus 97,8 Prozent Weißen, 0,1 Prozent Afroamerikanern, 0,4 Prozent amerikanischen Ureinwohnern, 0,4 Prozent Asiaten sowie 0,3 Prozent aus anderen ethnischen Gruppen; 1,0 Prozent stammten von zwei oder mehr Ethnien ab. Unabhängig von der ethnischen Zugehörigkeit waren 1,4 Prozent der Bevölkerung spanischer oder lateinamerikanischer Abstammung.
20,9 Prozent der Bevölkerung waren unter 18 Jahre alt, 62,0 Prozent waren zwischen 18 und 64 und 17,1 Prozent waren 65 Jahre oder älter. 50,2 Prozent der Bevölkerung waren weiblich.
Das mittlere jährliche Einkommen eines Haushalts lag bei 49.000 USD. Das Pro-Kopf-Einkommen betrug 28.686 USD. 7,4 Prozent der Einwohner lebten unterhalb der Armutsgrenze.

## Bekannte Bewohner
- Charles Kenneth Leith (1875–1956) – Geologe – geboren und aufgewachsen in Trempealeau
- Mark Tobey (1890–1976) – Maler – wuchs in Trempealeau auf